# 中缅首次勘界会议楼旧址
中缅首次勘界会议楼旧址，位于云南省德宏傣族景颇族自治州瑞丽市畹町镇。中缅首次勘界会议楼为一栋砖木混合结构单体楼房，占地面积250平方米，建筑面积452平方米，内有12间房间。1960年《关于两国边界问题的协定》签订后，双方组成联合勘察队对边界进行勘划，共召开七次勘界会议。1960年7月12日，中缅国界联合勘察队第一次会议在该楼内举行，7月14日结束。中缅首次勘界会议楼旧址是中缅友好历史的重要物证，2012年1月7日与畹町桥、中缅边民联欢大会楼旧址一同列入第七批云南省文物保护单位。:126
2009年，畹町勐拱翡翠公司开发畹町文化园，中缅首次勘界会议楼旧址成为文化园的一部分，建设为“中缅勘界纪念馆”:119。